# Pénélope (Piccinni)
Pénélope (título original en francés; en español, Penélope) es una tragedia lírica compuesta en el año 1785 por Niccolò Piccinni y libreto de Jean-François Marmontel.
Se estrenó en el Castillo de Fontainebleau el 2 de noviembre de 1785, pero no encontró el gusto de la corte de Luis XVI y María Antonieta. Fue posteriormente puesta en escena en París, logrando éxito de público y de crítica. No se trató de un caso aislado, porque era notable la diferencia de gusto entre la corte y los ciudadanos. La semana anterior a la representación de Pénélope, el 25 de octubre, al público de Fontainebleau no gustó Richard Coeur-de-lion de André Ernest Modeste Grétry, que ya se había representado con éxito en París.